# Georg Ludwig von Maurer

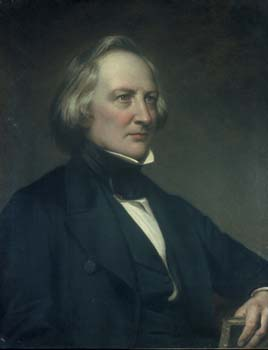
Georg Ludwig von Maurer, um 1860

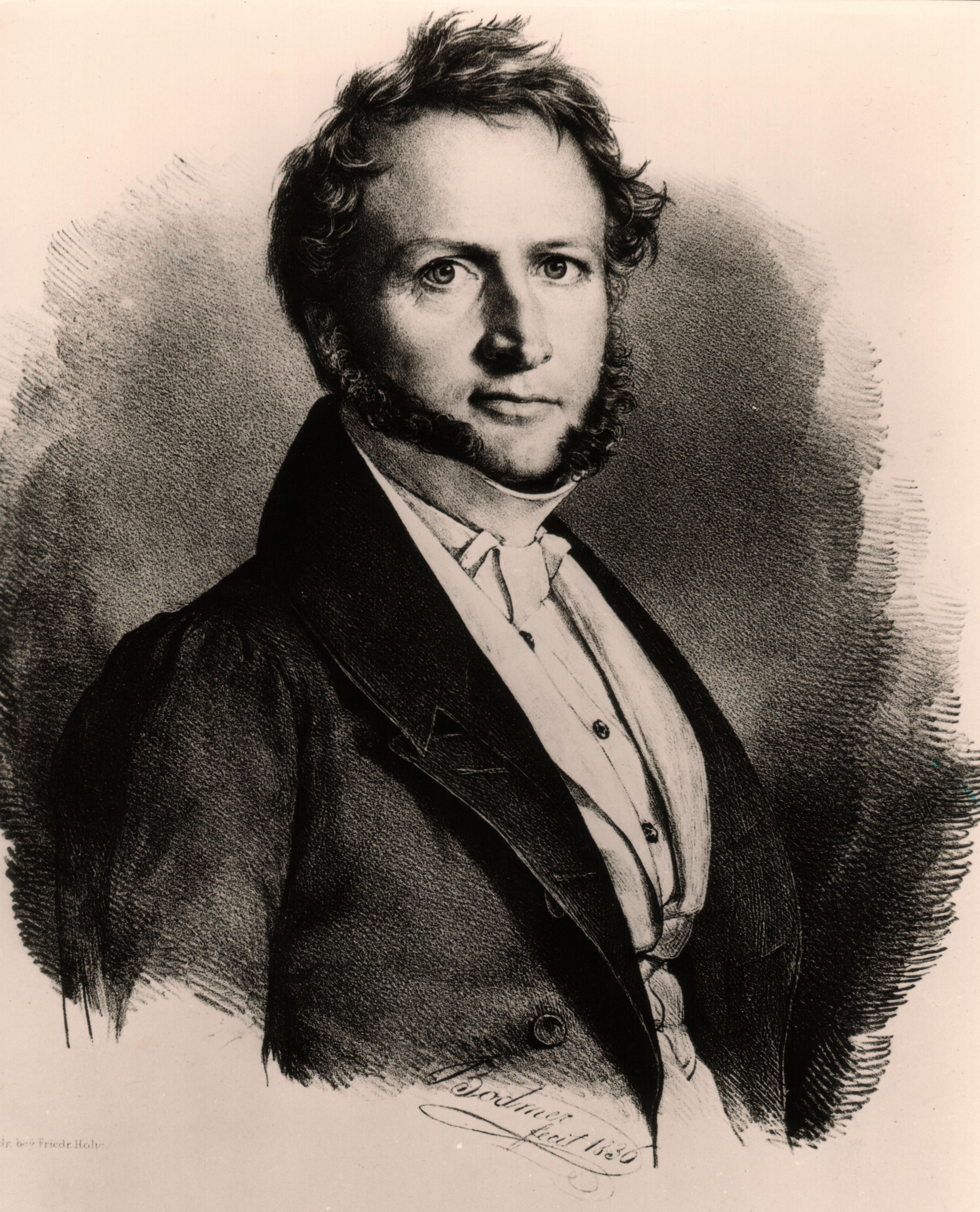
Georg Ludwig von Maurer, Lithografie von Gottlieb Bodmer (1836)

Georg Ludwig Konrad Maurer, ab 1832 Ritter von Maurer (* 2. November 1790 in Erpolzheim; † 9. Mai 1872 in München) war Jurist, Rechtshistoriker, Bayerischer Staats- und Reichsrat und Minister. Er erforschte schwerpunktmäßig die bayerische und germanische Rechtsgeschichte sowie die deutsche Verfassungsgeschichte.

## Leben
Georg Ludwig Maurer entstammte einer reformierten Pfarrersfamilie aus der Pfalz, die 1793 aus Erpolzheim vor dem französischen Revolutionsheer über den Rhein floh, vorübergehend in Lobenfeld Zuflucht fand und sich dann in Heidelberg bzw. Kirchheim bei Heidelberg niederließ. Er besuchte das Gymnasium und die Ruprecht-Karls-Universität Heidelberg und studierte dort Rechtswissenschaft. Die freundschaftlichen Beziehungen der Eltern setzten ihn in häuslichen Verkehr mit Anton Thibaut, Christoph Martin, Carl Daub, Friedrich Creuzer, August Boeckh, Friedrich Wilken, Karoline Rudolphi und Johann Heinrich Voß. Von 1812 bis 1814 setzte er seine Studien in Paris fort. Er trat 1814 in den bayerischen Staatsdienst ein und wurde 1823 Staatsprokurator beim Bezirksgericht zu Frankenthal. Seine von der Bayerischen Akademie der Wissenschaften mit dem 1. Preis gekrönte „Geschichte des altgermanischen, namentlich altbayrischen öffentlich-mündlichen Gerichtsverfahrens“ trug ihm 1826 die Berufung an die Ludwig-Maximilians-Universität München als Professor des Deutschen Privatrechts, der deutschen Reichs- und Rechtsgeschichte und des französischen Rechts ein. 1829 versuchte ihn die Universität Göttingen als Nachfolger von Karl Friedrich Eichhorn zu gewinnen, doch König Ludwig I. hielt ihn in München, indem er ihn in seinen Staatsrat berief.
1830 wurde Maurer zum ersten Präsidenten des oberbayerischen Landrats gewählt, und 1831 wurde er schließlich zum lebenslangen Reichsrat des Königreichs Bayern ernannt, womit der nicht-vererbliche Titel „von Maurer“ verbunden war. Im gleichen Jahr wurde Maurer auch als ordentliches Mitglied in die Bayerische Akademie der Wissenschaften aufgenommen.
Als der damals 16-jährige bayerische Prinz Otto, Sohn Ludwigs I., 1832 zum König von Griechenland ernannt wurde, wurde Maurer zusammen mit Joseph Ludwig von Armansperg, Karl von Abel und Karl Wilhelm von Heideck zur Führung der Regentschaft im jungen Königreich Griechenland während der Minderjährigkeit des Königs Otto berufen. In dieser Zeit bewirkte er trotz großer Hindernisse wegweisende Verbesserungen des griechischen Rechtswesens. Das Rechtssystem des modernen Griechenlands geht auf Maurer zurück.
1834 geriet er, ebenso wie Abel, in Zwiespalt mit Graf Armansperg und wurde durch König Ludwig I. nach Bayern zurückberufen. Abel wurde Innen- und Finanzminister. Als Abel im Februar 1847 wegen seiner ablehnenden Haltung zur Einbürgerung der Geliebten König Ludwigs I., Lola Montez, vom König in Ungnaden entlassen wurde, wurde Maurer an die Spitze eines neuen liberalen Ministeriums berufen und wurde bayerischer Justiz- und Außenminister (Ministerverweser) sowie Ministerpräsident. Er blieb in diesem Amt bis Ende November 1847.
Maurer lebte von da an hauptsächlich von seinen wissenschaftlichen Arbeiten, war aber auch in der Reichsratskammer als Referent tätig und wurde zuweilen auch zu politischen Missionen verwendet. Sein Hauptwerk Geschichte der Markenverfassung in Deutschland erschien 1856. Darin entwickelte er die Lehre, dass bei den germanischen Völkern ursprünglich ein Gemeineigentum an Grund und Boden auf der Grundlage von Markgenossenschaften (altfreie Markgenossenschaften) bestand. Dies beeinflusste später Karl Marx bei seinen Vorstellungen von einem historischen Urkommunismus, der vor der Sklavenwirtschaft der Antike bestanden haben soll.
In den Jahren 1856 bis 1871, also in seinem 66. bis 81. Lebensjahr, schrieb Maurer eine bedeutende Verfassungsgeschichte des deutschen Gemeinwesens in 11 Bänden. Seine Thesen werden auch in der heutigen Forschung noch kritisch diskutiert.
1858 begleitete Maurer Adalbert von Bayern, Erbprinz von Griechenland, auf einer diplomatischen Reise zur 25-jährigen Regentschaftsfeier Ottos nach Griechenland und nach Konstantinopel zum Empfang beim Sultan, bei dem Maurer auch mit einem hohen türkischen Orden ausgezeichnet wurde. Nach einem Besuch Madrids mit dem Prinzen kehrte Maurer nach München zurück.

## Familie
Maurer hatte zwei Schwestern: Franziska Wilhelmine Maurer, die in zweiter Ehe den Theologen Johann Friedrich Abegg heiratete, und Luise Friederike Maurer, die den Chemiker Leopold Gmelin heiratete.
Maurer war mit Johanna Wilhelmina Friederike Maurer, geb. Heydweiller (* 29. September 1798) (oder, * 29. September 1798 † 5. Juni 1831) verheiratet, der Tochter des Philip Heinrich Heydweiller, eines Heidelberger Industriellen und Kaufmanns. Der Ehe entstammten zwei Kinder, Charlotte Maurer (1821–1874) und Konrad Maurer (1823–1902). Seine Frau starb am 15. Juni 1831 in München. Maurer heiratete nicht wieder. Seine Tochter Charlotte blieb unverheiratet und versorgte ihren Vater zeitlebens.

## Grabstätte

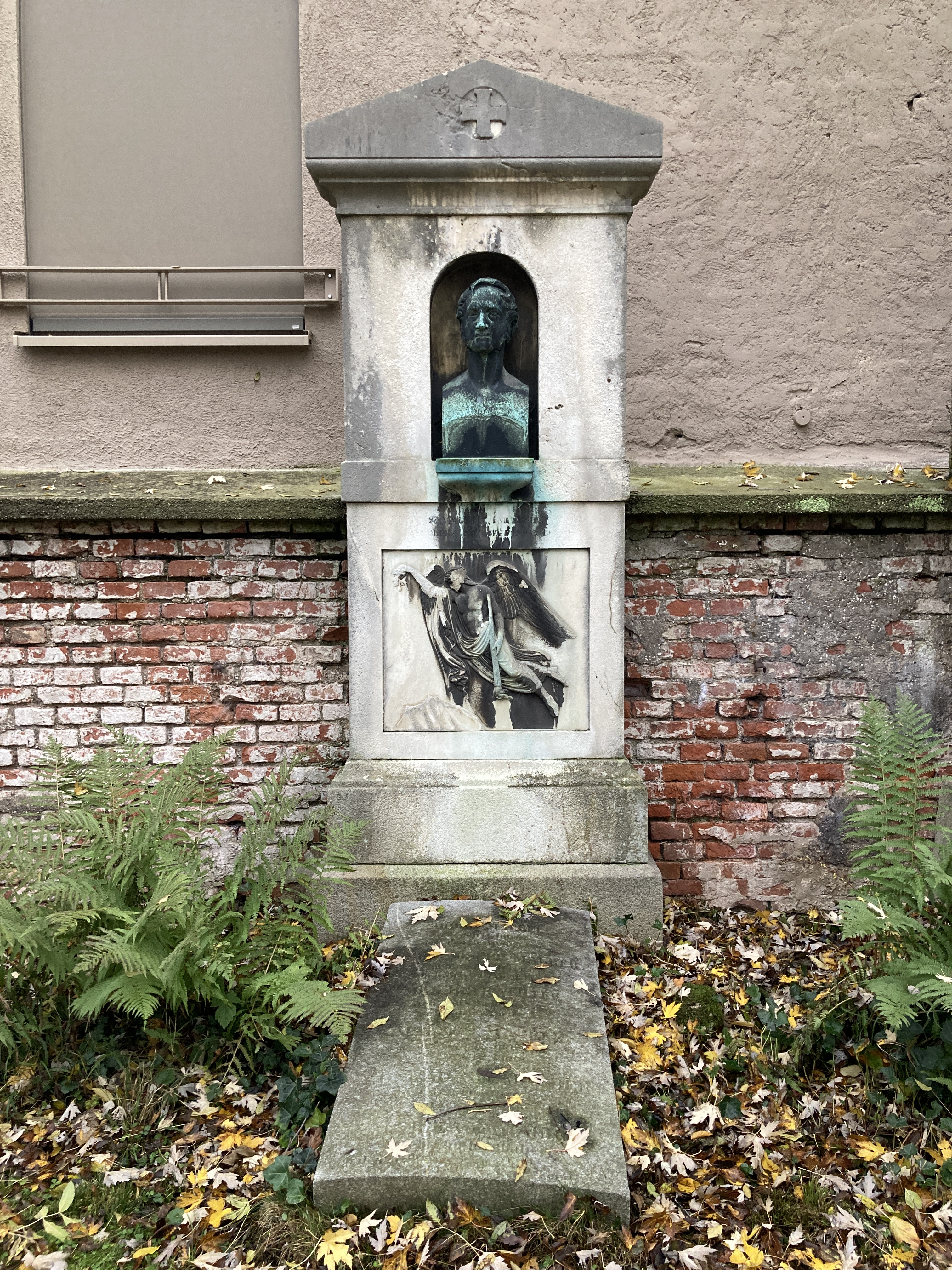
Grab von Georg Maurer auf dem Alten Südlichen Friedhof in München

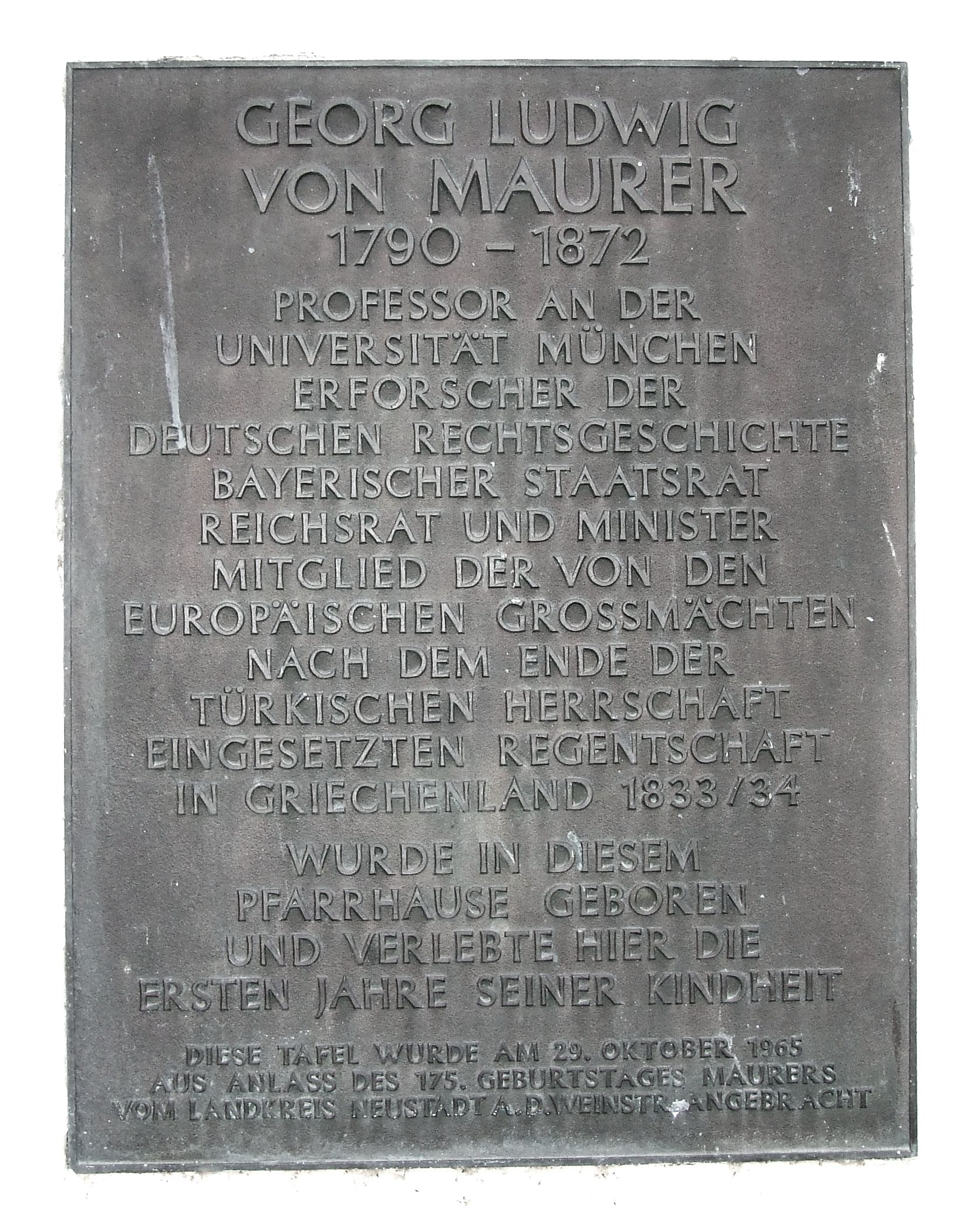
Gedenktafel für Georg Ludwig von Maurer von 1965, am alten Pfarrhaus in Erpolzheim

Die Grabstätte von Georg Maurer mit Bronzebüste, die Georg Ludwig von Maurer darstellt, befindet sich auf dem Alten Südlichen Friedhof in München (Mauer Links Platz 86 bei Gräberfeld 3) Standort.
In dem Grab liegt auch die Ehefrau Johanna Wilhelmina Friederike Maurer. Ebenso liegt der 1927 verstorbene Enkel Georg Maurers, der Mathematiker Ludwig Maurer in dem Grab. Das Grab seines Sohnes Konrad Maurer befindet sich ebenfalls auf dem Alten Südlichen Friedhof (Gräberfeld 30 – Reihe 13 – Platz 16) Standort

## Ehrungen
1867 erhielt er den Bayerischen Maximiliansorden. 1965 wurde zum 175. Geburtstag Maurers an seinem Geburtshaus, dem protestantischen Pfarrhaus in Erpolzheim, eine Gedenktafel angebracht. In Erpolzheim gibt es außerdem eine nach Maurer benannte Straße.

## Schriften (Auswahl)
- Geschichte des altgermanischen, namentlich altbayrischen öffentlich-mündlichen Gerichtsverfahrens. Mohr, Heidelberg 1824. (Digitalisat)
- Das griechische Volk, in öffentlicher, kirchlicher und privatrechtlicher Beziehung vor und nach dem Freiheitskampfe bis zum 31. Juli 1834. 3 Bände. Heidelberg 1835.
- Einleitung zur Geschichte der Mark-, Hof-, Dorf- und Stadt-Verfaßung und der öffentlichen Gewalt. Kaiser, München 1854. (Digitalisat).
- Geschichte der Markenverfassung in Deutschland. Enke, Erlangen 1856. (Digitalisat)
- Geschichte der Fronhöfe, der Bauernhöfe und der Hofverfassung in Deutschland. 4 Bände. Enke, Erlangen 1862–1863. (Digitalisat Band 1)
- Geschichte der Dorfverfassung in Deutschland. 2 Bände. Enke, Erlangen 1865–1866. (Digitalisat Band 1), (Band 2)
- Geschichte der Städteverfassung in Deutschland. 4 Bände. Erlangen 1869–1871.